# 党姓
党姓為中文姓氏之一，在《百家姓》中排名第291位，另有罕见姓氏「黨」。「黨」與「党」為二個不同姓氏，中國大陸將「黨」視為「党」的繁体字廢除，「黨」、「党」兩姓合为“党姓”，
而台灣方面則將「党」和「黨」視為兩個獨立的姓，如供大眾使用的《重編教育部國語辭典》將「党」解釋為「姓」，同時，「黨」亦有「姓」的解釋。

## 起源
关于党姓（含黨姓）起源说法众多：
- 出自姒姓，为夏朝公族尚黑後代，尚黑二字合之為黨。[來源請求]
- 出自姬姓，晉國公族被封於，後人以此為姓。[來源請求]
- 出自姬姓，相傳魯國有公子「党工」者，後人以此為姓。[來源請求]
- 源于项羌人的姓氏，亦可能出自回族中的党姓。
- 中华人民共和国建国后的一段时间内，一些孤兒院将收养的男孩姓党，女孩姓国，目的是讓這些孩子「不忘黨和國家的關愛」。[5]（亦有說男的姓国，女的姓党[6]）。但之后人们会因此而得知其来自孤兒院，从而造成心理压力。因此部分地区后来改为按百家姓顺序取姓。唐山大地震中，有三名倖存女孩由於不知身世，亦改為姓党[7]。

## 地域
山东、山西等地多有以“党家”命名的地名。比如济南党家庄、党家镇等。

## 延伸阅读
[在维基数据编辑]
 《百家姓》
 《欽定古今圖書集成·明倫彙編·氏族典·党姓部》，出自陈梦雷《古今圖書集成》